# 七国山
七国山（ななくにやま）は、東京都町田市山崎町にある標高128.5メートルの山である。鎌倉時代頃に鎌倉と上州方面を結んだ鎌倉街道上道の古道跡が現在も残っており、近隣の本町田や小野路は古くから宿場として栄えたとされる。

## 名称
昔は頂上付近から相模、甲斐、伊豆、駿河、信濃、上野、下野の7つの国を見ることができたため、そのように呼ばれた。

## 地理

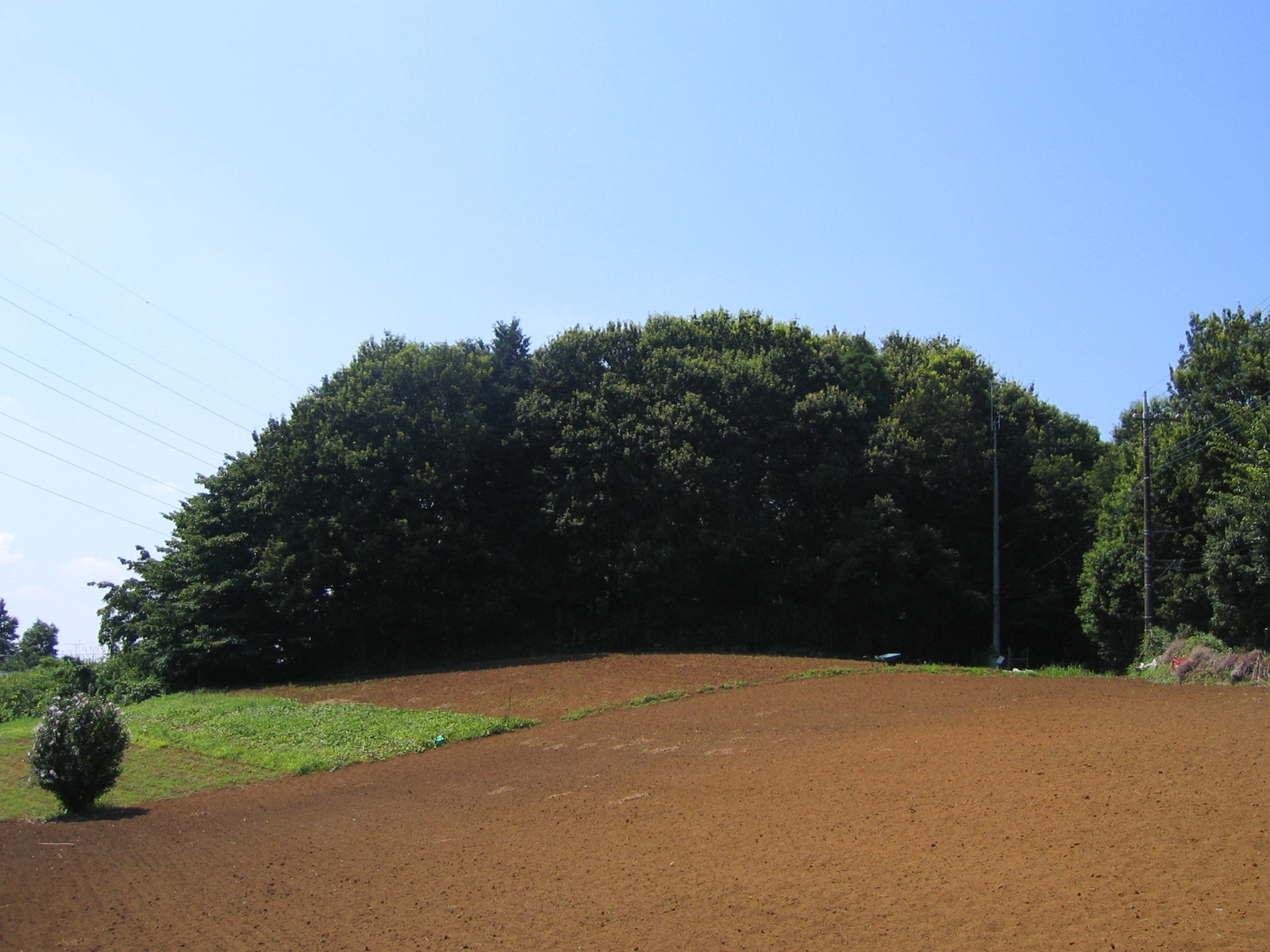
七国山の頂上付近

東京都町田市のちょうど中央付近に位置している。付近は多摩丘陵の南西縁で起伏が非常に激しく、北・東・南の三方は深い谷戸となる。そのうち東側の谷戸には薬師池公園が広がり、南側の谷戸は山崎町・野津田町・本町田との境となり、恩田川（町田川）上流端の今井川源流域となる。この付近はかつての町田町・忠生村・鶴川村の村境でもあった。
七国山の山頂付近は雑木林と畑を中心とした里山だが、主に東側と南側の斜面には頂上近くまで住宅地が広がる。西側の斜面は山の中腹にある山崎公園まで雑木林が続くほか、「町田ダリア園」が接する。北側には「七国山緑地」と、シイタケなどを栽培している「こころみ農園」があり、さらに北東側には自由民権の森公園（町田ぼたん園）などの里山が続く。

## 樹木
七国山の頂上付近では、シラカシの林、ハチクとタラノキの林、植林されたスギが多少あり、その周りの高い場所ではコナラ、クヌギ、エゴノキが大部分を占め、低い場所ではハリギリ、ヤマツツジ、ガマズミ、ヒサカキ、シラカシなどが見られる。

## 保全地域
山崎町と野津田町にまたがる七国山の周辺は、東京都により「七国山緑地保全地域」に指定され、またその付近は東京都により鳥獣保護区に指定されている。さらに七国山の周辺と薬師池公園の西の緑地は東京都により「七国山風致地区」に指定されている。

## 鎌倉古道

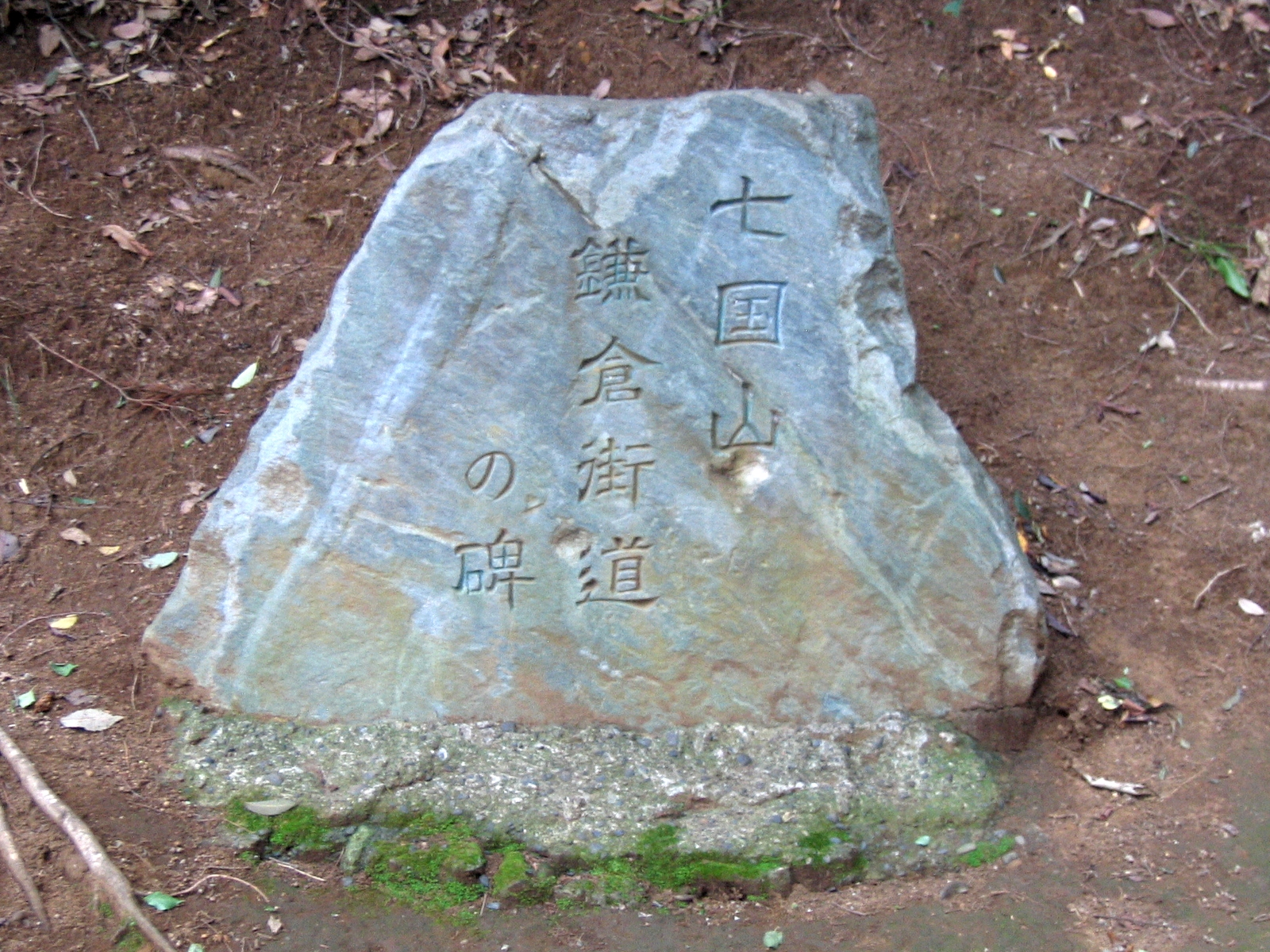
七国山、鎌倉街道の石碑

前述の通り、かつて鎌倉から町田・府中・所沢・高崎を超え信州・上州方面を結んでいた鎌倉街道上道の古道が現在も残されている。その当時に掘られたという井戸（鎌倉井戸）も残り、「七国山鎌倉街道の碑」を設置して記念している。この古道は浅い割堀になっており、昔ながらの未舗装の道が雑木林を南北方向に抜けている。

## 周辺
- 薬師池公園・福王寺薬師堂
- 町田リス園
- 町田ダリア園
- 町田えびね苑
- 民権の森公園・町田ぼたん園
- 藤の台団地
- 町田山崎団地
- 町田木曽住宅

## 備考
「七国山」という漢字表記であることから、スタジオジブリのアニメーション映画『となりのトトロ』に登場する七国山の舞台であると誤解されることが多いが、誤りである。劇中に登場する「七国山」は八国山緑地がモデル。